# Magra (M'Sila)
Pour les articles homonymes, voir Magra.
 (février 2010).
Si vous disposez d'ouvrages ou d'articles de référence ou si vous connaissez des sites web de qualité traitant du thème abordé ici, merci de compléter l'article en donnant les références utiles à sa vérifiabilité et en les liant à la section « Notes et références ».
Magra (arabe : مڨرة) est une commune algérienne de la wilaya de M'Sila.

## Géographie

### Situation
La commune de Magra est située à 300 km d’Alger dans le nord-est du bassin d’El-Hodna. Elle est distante de 55 km de M'Sila, de 75 km de Setif, de 37 km de Barika et de 120 km de Batna. Sa superficie est de 66 234 km2.
Magra est limitrophe des communes suivantes : Berhoum, Dehahna, Aïn Khadra, Belaiba, Resfa et Metkaouak.

### Lieux-dits, quartiers et hameaux
Outre son chef-lieu Magra, la commune de Magra est composée des localités suivantes : El M'Rabaa, Ouled Brahim, Ouled Attia, Debabha, Ouled El Abbari, Ouled Guettouche, Ouled Salem, Ouled Saïd, Ouled Mansour, Ouled Mebarek, El Maleh, Ouled Ahmed et Chouaga.

## Toponymie
Probablement du tamazight ⵎⴳⵔ  [mgr] , moissoner.

## Histoire
La commune de Magra est fondée en 1957. Elle est rattachée à la wilaya de M'Sila en 1974.
Des savants et écrivains célèbres sont des magraouis, par exemple Abi Abdellah ben Mohammed ben Ahmed El-makari.
Le territoire de Magra contient des vestiges qui ne sont pas encore étudiés (exemple : le site de BadrEddine près du cimetière de Debabha).[réf. nécessaire]

## Sport
Le club de la ville, le NCMagra évolue en 1ere division nationale algérienne mobilis (D1) depuis la saison 2020-2021 pour la première fois depuis sa création en 1998.

## Sources, notes et références
1. ↑  « Décret executif n° 91-306 du 24 août 1991 fixant la liste des communes animées par chaque chef de daïra. 28 - Wilaya de M'Sila », Journal officiel de la République algérienne démocratique et populaire, 4 septembre 1991 (consulté le 5 janvier 2020), p. 1309
2. ↑  « Wilaya de M'Sila : répartition de la population résidente des ménages ordinaires et collectifs, selon la commune de résidence et la dispersion ». Données du recensement général de la population et de l'habitat de 2008 sur le site de l'ONS.
3. ↑  « Décret no 84-365 du 1er novembre 1984 fixant la composition, la consistance et les limites territoriales des communes », Journal officiel de la République algérienne démocratique et populaire, no 67,‎ 19 décembre 1984, p. 1545 (lire en ligne).